# Twinsen
Twinsen je hlavní postava počítačové hry Little Big Adventure 1 a 2. Obyvatel planety Twinsun. Bojuje s bláznivým dr. Funfrockem pro záchranu Twinsunu.
Po svých předcích zdědil magické předměty (míč, tuniku, medailon, flétnu, roh …) propůjčující mu magické schopnosti. Jeho přítelkyně, kterou také musí zachránit, se jmenuje Zoe. Cestuje mezi různými ostrovy na drakovi, kterého musí zpočátku uzdravit, později používá k cestování loď nebo létající talíř.